# 238 Hypatia
A 238 Hypatia a Naprendszer kisbolygóövében található aszteroida. Viktor Knorre fedezte fel 1884. július 1-jén.